# USA:s koloniala historia
USA:s koloniala historia sträcker sig från 1497, då de första européerna efter vikingarna landsteg på Nordamerikas östkust, via etablerandet av kolonier på 1500- och 1600-talen, och sträcker sig till självständighetsförklaringen 1776 i samband med amerikanska frihetskriget.

## Återupptäckten av Amerika
När Giovanni och Sebastiano Caboto 1497 landsteg på Nordamerikas östra kust och följde den åt söder, kom detta att bli ett nytt landområde för européernas intresse och vinningslystnad. Under 1500-talet blev denna kontinent målet för många forskningsresor. Spanjorerna upptäckte Florida, följde Mississippis nedre lopp och erövrade Mexiko. Fransmännen besökte trakterna omkring Saint Lawrenceviken, for uppför Saint Lawrencefloden och började tidigt tillsammans med engelsmännen att idka fiske på bankarna vid Newfoundland.
Sökandet efter nordvästpassagen medförde upptäckter inom det arktiska Nordamerika, och stora sträckor av den östra kusten av nuvarande Förenta staterna följdes av spanjorer, fransmän och engelsmän. Det dröjde emellertid länge, innan en europeisk kolonisation uppstod inom denna del av Amerika. Det äldsta varaktiga nybygge, som där grundades av européer, torde ha varit Saint Augustine i Florida, anlagt 1565 av Pedro Menendez under en strid mellan spanjorer och franska hugenotter. 1585 gjordes genom Sir Walter Raleigh ett försök att anlägga en engelsk koloni på ön Roanoke vid kusten av North Carolina. Försöket misslyckades. Inom några år var kolonien försvunnen, och det enda som återstod av hela företaget var, förutom en större kännedom om Nya världen, namnet Virginia, som Raleigh givit området.

## Engelsk kolonisation

### Tidig engelsk kolonisation
Englands kolonisation i Amerika började på allvar först under Jakob I:s regering genom två handelssällskap, de så kallade London- och Plymouthkompanierna, vilka 1606 erhöll sina privilegier. Redan 1607 anlade Londonkompaniet i Virginia, nära Jamesflodens utlopp i Chesapeake Bay, det äldsta engelska nybygget i Amerika. Det utvidgades genom utvandring från moderlandet och invånarnas flit och under blodiga strider med ursprungsbefolkningen, men man lyckades inom kort uppnå en jämförelsevis hög grad av välstånd och ekonomiskt oberoende. Under tiden sökte Plymouthkompaniet kolonisera den långt i norr belägna kuststräcka, som efter 1614 fick namnet New England. En varaktig effekt av denna verksamhet visade sig 1623 då två nybyggen i det nuvarande New Hampshire anlades.
Men redan 1621 hade det första nybygget grundats på kusten av New England, utan kompaniets vetskap och utan kunglig sanktion. Det skedde genom en liten skara puritaner, de så kallade "pilgrimsfäderna", som för sin tros skull fördrivits från England. De landade vid Cape Cod på kusten av Massachusetts och grundade i närheten ett nybygge, som de kallade Plymouth. Det politiska och religiösa förtrycket i England under huset Stuart drev ständigt nya grupper av puritaner över till New England; de röjde skogarna, förvandlade ödemarker till bördiga åkerfält och anlade nya kolonier, norrut inom nuvarande Maine och New Hampshire, söderut inom Rhode Island och Connecticut. De utmärkte de sig genom sin stränga religiositet och sitt politiska frisinne.

### Senare engelsk kolonisation
Boston, huvudorten i Massachusetts, blev inom kort den egentliga medelpunkten for New England. Längre i väster låg Nya Nederländerna, ursprungligen ett holländskt nybygge, som uppkommit efter 1614 och vars främsta plats blev New Amsterdam vid Hudsonflodens utlopp. År 1664 erövrades staden av engelsmännen, och senare avträddes hela landet till England genom freden i Breda 1667. Kung Karl II skänkte den holländska kolonin till sin bror Jakob, hertig av York, varefter New Amsterdam ändrade namn till New York. Den södra delen av Nya Nederländerna, trakten mellan floderna Hudson och Delaware gavs av hertigen av York till lord Berkeley och Sir George Carteret samt erhöll namnet New Jersey.
På Delawareflodens västra strand, i det nuvarande Delaware, grundades 1638 av svenskarna ett nybygge kallat Nya Sverige. Det erövrades redan 1655 av holländarna och kom 1667 tillsammans med Nya Nederländerna att tillhöra England. Väster om New Sweden låg vid Chesapeakeviken kolonin Maryland, ursprungligen en del av Virginia, som 1632 gavs av Karl I åt katoliken Sir George Calvert, och blev en tillflyktsort för landsflyktiga katoliker, även om dess författning gav alla kristna samma rättigheter. Viktigare än Maryland var kväkarkolonin Pennsylvania, grundad av William Penn, som 1681 genom ett kungligt fribrev blev herre över ett stort landområde väster om floden Delaware. På det ställe, där denna flod förenar sig med Schuylkill, anlade Penn en stad, som fick namnet Philadelphia.
Emellertid utbredde sig den engelska kolonisationen även söder om Virginia. År 1663 gav Karl II bort hela landet mellan 30:de och 38:de breddgraden, ett ofantligt område, innefattande nuvarande North- och South Carolina samt Georgia till åtta engelska adelsmän. Några nybyggen fanns redan där, men från denna tid tog kolonisationen starkare fart, i synnerhet genom en mängd förföljda tyska och franska protestanter. Inom detta land av rika plantager, där slaveriet snart infördes, uppkom slutligen skarpa strider mellan nybyggarna och landets ägare, strider, som slutade med att England (1729) tog alltsammans i besittning. Den yngsta av Englands kolonier i denna del av Nya världen var Georgia. Grundläggaren, filantropen James Oglethorpe, ville av de fruktbara bygderna söder om Savannahfloden skapa ett hem för ansatta engelska gäldenärer och förföljda tyska protestanter. Han förenade sig med lord Shaftesbury och fick 1732 ett kungligt fribrev på 20 år. Kolonien blomstrade, men blev aldrig vad dess grundläggare tänkt sig.

### Koloniernas ställning
I alla dessa 13 kolonier tog sig det offentliga livet, seder och tänkesätt, olika uttryck. I varje koloni fanns en lagstiftande församling med ett underhus, valt i allmänna val, och ett överhus som tillika utgjorde guvernörens råd, valt i allmänna val eller utnämnt av regeringen, samt en guvernör, som i de flesta fall fick sitt uppdrag av engelska kronan. Guvernören och rådet skulle anses representera kungamakten. Men styrelseskicket var svagt eftersom det saknade militära resurser och tjänstemännen i de norra kolonierna var för sina löner beroende av underhusens årliga beslut.
Av stor vikt var frågan om koloniernas ställning till moderlandet. Under 1600-talet försökte regeringen, som i början var frikostig med gåvor och fribrev, få de alltid motspänstiga kolonierna till en ovillkorlig underkastelse, och även efter 1688 års revolution i England upprätthöll den engelska regeringen, så gott den kunde och kanske mer i teori än i praktik, ett mer eller mindre despotiskt regemente i sina nordamerikanska kolonier. Den erkände visserligen koloniernas frihet att bestämma över sina lokala angelägenheter, men den vidhöll även parlamentets oinskränkta lagstiftningsrätt över alla Englands kolonier och använde ofta godtyckligt det kungliga vetot mot lagförslag, som gillats av de olika myndigheterna i Amerika. Den gjorde sig även, i överensstämmelse med tidsandan och med parlamentets samtycke, till förkämpe för en egoistisk handelspolitik, som hindrade koloniernas materiella blomstring, och vars hänsynslösa tillämpning banade vägen för deras slutliga skilsmässa från moderlandet. Enligt denna politik hade England monopol på handeln med Amerika, vilket försvårade handeln mellan kolonierna och deras industriella utveckling hindrades, eftersom den konkurrerade med Englands egna fabrikanter.
Under sådana förhållanden försvagades bandet som förenade angloamerikanerna med deras moderland. Att det höll så länge, som det gjorde, berodde inte bara på vanans makt och pietetens styrka, utan även på de yttre faror, som omgav det engelska väldet i Norra Amerika. De 13 kolonierna började alltmer att omslutas av en kedja katolska nybyggen. I söder hade Spanien Florida; i norr hade fransmännen sedan 1600-talets början intagit och koloniserat Nova Scotia, Terre Neuve och Kanada till de stora sjöarna, samt under århundradets slut tagit Mississippidalen och Louisiana i besittning. Det gällde blott att genom en rad av fästen utefter Ohiodalen sammanbinda Kanada och Louisiana för att för alltid utestänga de engelska kolonisterna från den stora västern.

## Anglo-fransk rivalitet
Englands och Frankrikes intressen stod mot varandra. Striden mellan de båda makterna bröt ut 1754 i Ohios vildmarker. Den spred sig till alla världsdelar och alla hav och avslutades först 1763 genom freden i Paris. England hade, tack vare William Pitts klokhet och kraft, vunnit lysande segrar, och de 13 kolonierna hade lojalt ställt sig på Englands sida. Resultatet av striden var tillintetgörandet av det franska kolonialväldet i norra Amerika. England behöll det erövrade Kanada och fick därtill östra Louisiana, utom New Orleans. Det fick även Florida och Frankrike fick ge Spanien västra Louisiana i ersättning.
Englands stora framgångar i kriget medförde stora uppoffringar. Regeringen tvangs genom de ekonomiska svårigheterna att söka nya inkomstkällor för att klara statsskulden och de ökade militära utgifter, som var en följd av den nya maktställningen. Den ansåg att kolonierna lojalt skulle dela moderlandets bördor och därför erkänna det engelska parlamentets absoluta överhet med hänsyn till lagstiftning och beskattning. Den nya politiken, som för övrigt hade gamla anor, leddes av George Grenville, som efter lord Butes avgång blev Englands premiärminister. Han började med att strängt upprätthålla de restriktiva handelslagarna genom att lägga hinder i vägen för den vinstgivande smyghandel, som uppstått mellan de engelska kolonierna samt det franska och spanska Västindien. Han lät vidare (1764) parlamentet införa tull på åtskilliga artiklar, som i Amerika ingick i den dagliga förbrukningen; och han föreslog en stämpelskatt, vars avkastning skulle, i likhet med övriga statsinkomster från Amerika, användas till underhåll av den brittiska armé, som regeringen hade för avsikt att överföra till kolonierna.
Det allmänna missnöjet växte i styrka för varje dag, och kom till uttryck i uttalanden i pressen och i inlagor till kungen och parlamentet, där man försvarade åsikten att amerikanerna såsom fria engelsmän inte kunde beskattas annat än med eget samtycke. Striden var ifrån början en rättstvist, som till följd av den engelska regeringens oklokhet slutligen kunde lösas endast med militära medel. Stämpelskatten gick utan motstånd igenom i både över- och underhuset och stadfästes av den engelska kungen den 22 mars 1765. Detta föranledde protester från koloniernas främsta män, och i New York samlades en kongress av provinsernas fullmäktige, som förklarade parlamentets beslut olagligt. Stämpelakten kunde inte verkställas på grund av amerikanernas motstånd. Den upphävdes av det engelska parlamentet självt (18 mars 1766) och ersattes av en så kallad förklaringsbill, i vilken parlamentets beskattningsrätt över Englands amerikanska kolonier uttryckligen erkändes.

## Revolutionens förstadium
1767 genomdrev finansministern Charles Townshend en ny tullbill, som fastställde införseltullar på papper, glas, målarfärger och te, då dessa varor infördes i de engelsk-amerikanska besittningarna. Lagen framkallade samma protester och föranledde samma upplopp som stämpelakten, varför den återkallades (1770) med undantag av tetullen, som bibehölls som ett tecken på det engelska parlamentets överhöghet. De följande åren utmärktes av en alltmer förbittrad stämning inom Amerika (”Bostonmassakern” 5 mars 1770; våldet i Bostons hamn 16 december 1773) och aggressiva steg av den engelska regeringen (stängandet av Bostons hamn och upphävandet av Massachusetts författning, 1774). Slutligen sammanträdde (5 september 1774) ombud för 12 kolonier: Massachusetts, New Hampshire, Rhode Island, Connecticut, New York, New Jersey, Pennsylvania, Maryland, Delaware, Virginia, North- och South Carolina - Georgia anslöt sig följande år - till en kongress i Philadelphia, där man upprättade en deklaration om koloniernas rättigheter och fordrade återkallandet av de sista parlamentsbesluten såsom ett villkor för återställandet av enigheten mellan England och Amerika.